# ابرماه

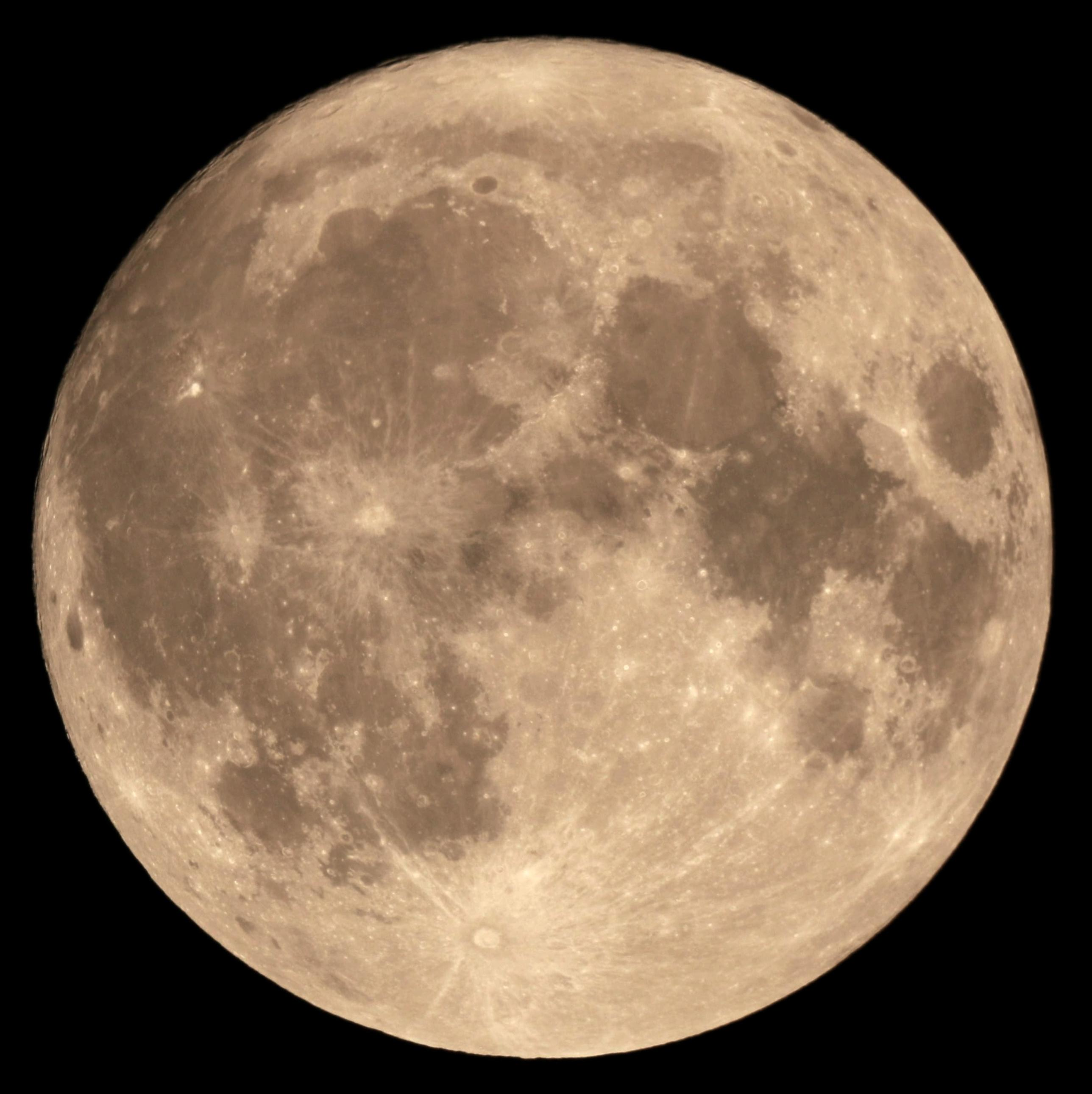
ابرماه ۱۴ نوامبر، ابرماه سال ۲۰۱۶ 356511 km از مرکز زمین فاصله داشت، نزدیک‌ترین فاصله پس از ۱۹۴۸. ماه تا سال ۲۰۳۴ نزدیک‌تر از این نخواهد شد.

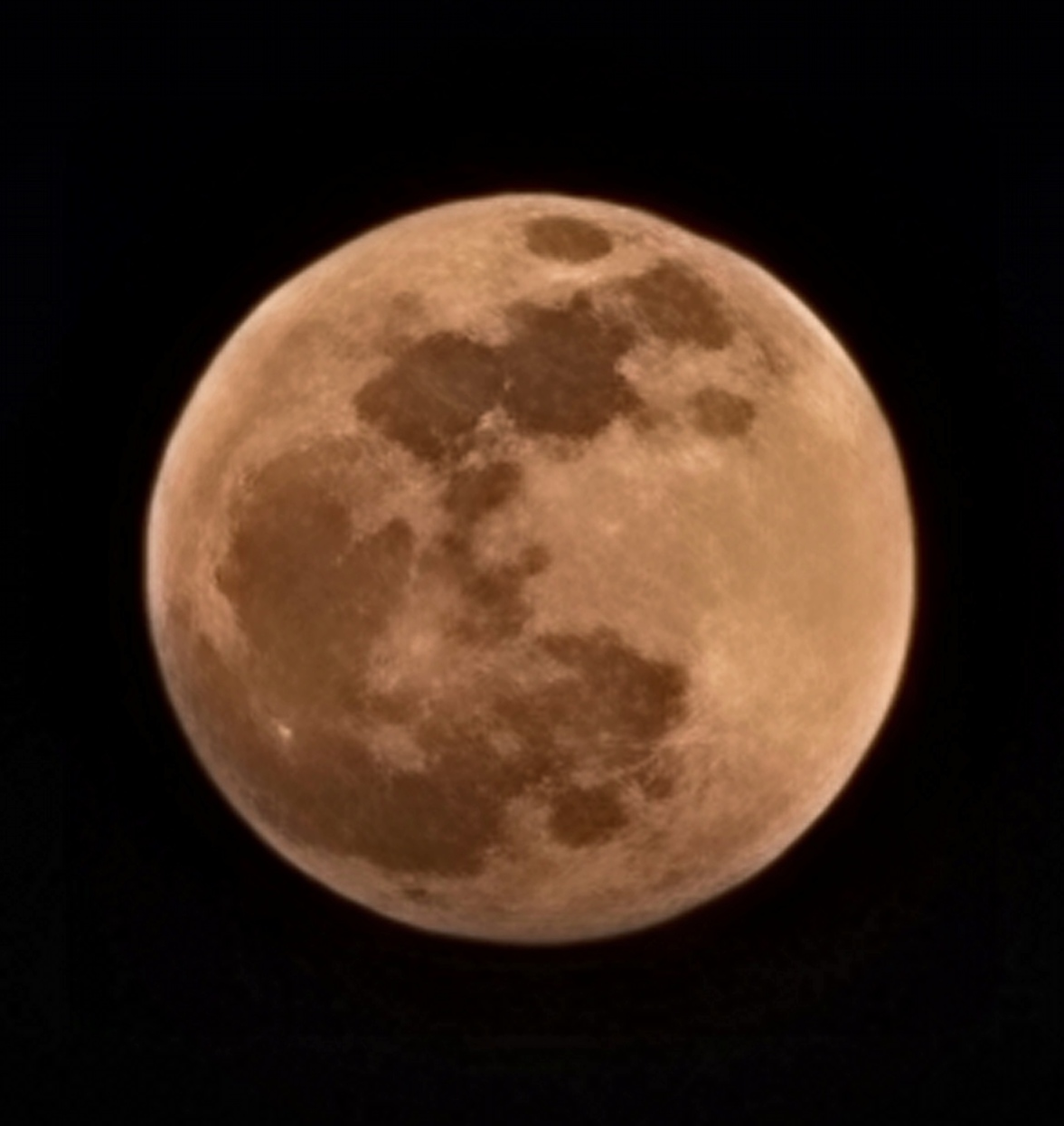
ابر ماه خونین ثبت شده در ۱۵ ماه مه ۲۰۲۲

هرگاه ماه در حالت بدر به نزدیک‌ترین فاصلهٔ خود از زمین می‌رسد درخشان‌تر و بزرگتر از معمول دیده می‌شود و پدیدهٔ ماه‌افروختگی یا اَبَرماه روی می‌دهد. این اتفاق در هر ۴۱۲ روز یک بار پیش می‌آید.

## ابرماه خونین
ابرماه خونین اصطلاحی است که به پدیده‌ای نادر در آسمان شب اشاره دارد که در آن ماه به رنگ قرمز یا نارنجی درمی‌آید و به شکل قابل توجهی بزرگ‌تر و روشن‌تر از حالت عادی دیده می‌شود. این پدیده ترکیبی از دو واقعهٔ آسمانی است: ابرماه و ماه گرفتگی. ترکیب این دو رویداد، یعنی همزمانی ابرماه و ماه‌گرفتگی، موجب پدیده‌ای به نام «ابرماه خونین» می‌شود. در این زمان، ماه هم در بزرگ‌ترین و نزدیک‌ترین حالت خود به زمین قرار دارد و هم سایهٔ زمین روی آن می‌افتد و رنگ سرخ پیدا می‌کند. این پدیده نه تنها نادر بلکه برای بسیاری از مردم جذاب و تماشایی است و گاه با افسانه‌ها و باورهای مختلفی نیز همراه شده است.

## علت نجومی ابرماه
ماه، هر چهار هفته (دقیق‌تر، هر ۲۷ روز و ۷ ساعت و ۴۲ دقیقه و ۲۴ ثانیه یک‌بار، یعنی هر ۲۷٫۳۲۱ روز)، فاصله‌اش با زمین به نزدیک‌ترین حد می‌رسد. البته در دورهٔ یادشده، یک بار هم از زمین کاملاً دور می‌شود.
اگرچه ماه هر چهار هفته یک‌بار به حضیضِ مداری می‌رسد و به زمین نزدیک می‌شود، اما همیشه در حالت بدر نیست که ماه‌افروختگی یا اَبَرماه روی دهد.
چون گردش ماه به دور زمین نه دایره‌وار، بلکه در مداری بیضوی است، فاصله‌اش تا زمین متفاوت است. در نزدیک‌ترین حالت، ۳۵۶٬۵۰۰ کیلومتر، و در دورترین حالت، ۴۰۶٬۷۰۰ کیلومتر از زمین فاصله دارد.
اخترشناسان، نزدیک‌ترین فاصله را نقطهٔ حضیض (فرود) و دورترین فاصله را نقطهٔ اوجِ مداری (فراز) نام نهاده‌اند.حضیض در لغت به‌معنی سنگ و نشیبِ زمین و دامنهٔ کوه است… اما در علم فیزیک، (حضیض) به نزدیک‌ترین نقطه در مدار بیضوی نسبت به گرانیگاه گفته می‌شود. (دورترین نقطه در مدار بیضوی یک شیء از گرانیگاه را هم اوج می‌گویند.
اوج و حضیض را اهل نجوم و اسطرلاب، از قدیم و ندیم به کار بردند. مولوی از زبان آنها گفته‌است:
| گه حضیض و گه میانه، گاه اوج |  | اندر آن از سعد و نحسی فوج‌فوج |

## ماه‌افروختگی و تأثیر آن بر زمین
وقتی ماه‌افروختگی یا اَبَرماه روی می‌دهد، جزر و مد بیشتری صورت می‌گیرد و بالاآمدگی آب چیزی حدود ۱ تا ۲ سانتی‌متر بیشتر می‌شود، که بنا بر موقعیت جغرافیایی، این مقدار می‌تواند کم و زیاد گردد.
دانشمندان تأثیر نزدیک و نزدیک‌تر شدن ماه به زمین را تنها تغییرات اندک در جزر و مد دریاها و اقیانوس‌ها می‌دانند و برخلاف طالع‌بینان و خرافه‌پرستان، حوادثی چون زمین‌لرزه و طوفان و افزایش انرژی و… را به ماه‌افروختگی یا اَبَرماه نسبت نمی‌دهند.
توفان کاترینا و زلزلهٔ عشق‌آباد و فعالیت کوه‌های آتشفشان و گردباد برف در شمال‌شرقی ایالات متحدهٔ آمریکا و زلزلهٔ ژاپن و… هیچ ربطی به اَبَرماه یا ماه‌افروختگی ندارد

## باورها و خرافات دربارهٔ اَبَرماه
- ماه قمری، یا یک دور گردشِ ماه به دور زمین، تقریباً ۲۸ روز طول می‌کشد و عادت ماهانهٔ زنان به‌طور متوسط هر ۲۸ روز یک‌بار اتفاق می‌افتد؛ بنابراین، تصور می‌شد بین باروری و ماه کامل ارتباطی وجود دارد که فعلاً هیچ دلیل علمی در تأیید آن در دست نیست.

درمورد برخی آبزیان ممکن است ارتباطی وجود داشته باشد، چون تخم‌ریزی و زاد و ولد این موجودات ممکن است به جزر و مد ربط داشته باشد، که محصول مستقیم تأثیر جاذبهٔ ماه بر کرهٔ زمین است.
- در مورد تأثیر ماه کامل بر رفتار افرادِ مبتلا به بیماری‌های روانی از دیرباز باورهای زیادی وجود داشته، اما در این مورد هم شواهد علمی وجود ندارد.

درمورد تأثیر ماه کامل بر حملهٔ صرع هم دلیل علمی وجود ندارد.
- بااینکه تحقیقاتی نشان داده‌است که رفتارهای خشن و مجرمانه در شب ماه کامل بیشتر می‌شود، اما تحقیقات دیگری هم هست که پژوهشگران براساس آن، هیچ رابطه‌ای در این مورد پیدا نکرده‌اند.
- این که خودکشی در شب‌های ماه کامل بیشتر می‌شود باوری است قدیمی، اما تحقیقات متعدد هیچ رابطه‌ای بین خودکشی و ماه کامل پیدا نکرده‌اند.

تحقیقات، همچنین رابطه‌ای بین شمار مراجعات و بستری در بیمارستان، حوادث رانندگی، و سوء مصرف مواد مخدر با ماه کامل پیدا نکرده‌اند.